# Huang Yu-ning
Huang Yu-ning (ur. 2 lipca 1980) – tajwańska zapaśniczka walcząca w stylu wolnym. Zajęła czternaste miejsce na mistrzostwach świata w 2003. Czwarta na mistrzostwach Azji w 1999 i 2003. Brązowa medalistka igrzysk Azji Wschodniej w 2001 roku.